# بوژه ماوه
بوژه ماوه (به لهستانی:  Boże Małe) یک روستا در لهستان است که در گمینا مرانگووو واقع شده‌است. بوژه ماوه ۵۰ نفر جمعیت دارد.